# رود چولوکی

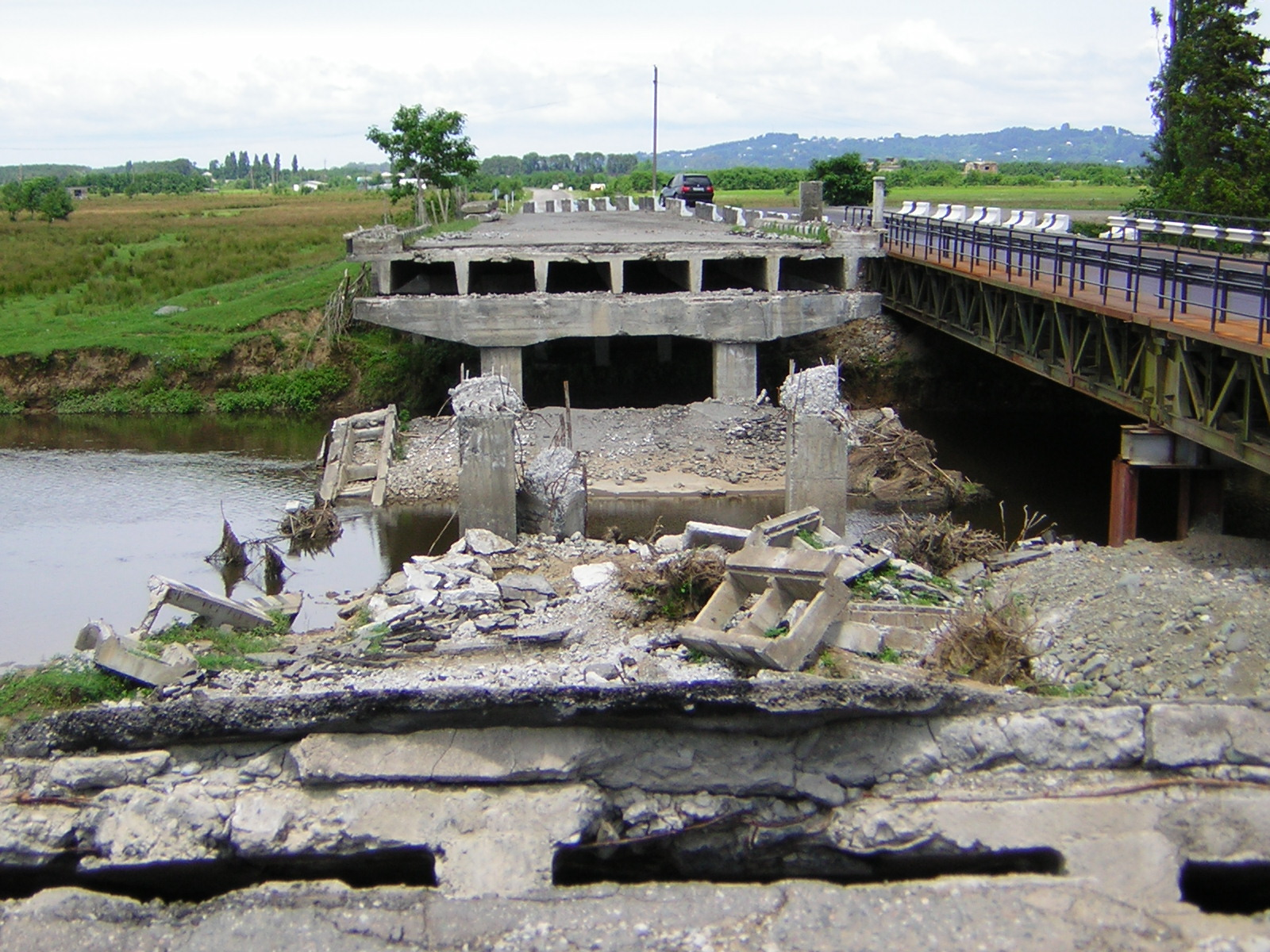
پل روی رودخانه چولوکی که در بحران ۲۰۰۴ آجارستان ویران شد

رود چولوکی (گرجی: ჩოლოქი) یک رودخانه در گرجستان است که در مرز میان استان خودمختار آجارستان و استان گوریا قرار دارد. این رودخانه برای مدتی در سده نوزدهم میلادی مرز میان ترکیه و امپراتوری روسیه بود.
در طول جنگ کریمه ترک‌ها در سال ۱۸۵۳ از آن عبور کردند و سال بعد به عقب رانده شدند.
یک درگیری نظامی دیگر نیز در ۱۶ آوریل ۱۹۱۸ میلادی رخ داد، هنگامی که گارد ملی گرجستان به فرماندهی سپهبد گئورگی مازنیاشویلی حملات نیروی‌های نظامی ترکیه را دفع کرد.
پل روی رودخانه چولوکی که یک جاده و رابط اصلی میان آجاریا سایر نقاط گرجستان بود، در تاریخ ۲ می ۲۰۰۴ به‌دستور رهبر برکنارشده آجارستان منفجر شد. رهبر آجارستان اصلان آباشیدزه تصمیم به انفجار پل‌ها در منطقه مرزی کبولتی را اقدامی پیشگیرانه علیه اقدام احتمالی نظامی از سوی مقامات مرکزی گرجستان خواند.